# Mimabryna borneotica
Mimabryna borneotica là một loài bọ cánh cứng trong họ Cerambycidae.